# Ricks Road
Albums de Texas
Mothers Heaven
(1991) White on Blonde
(1997)
Singles
1. So Called Friend
Sortie : août 1993
2. You Owe It All to Me
Sortie : octobre 1993
3. So in Love with You
Sortie : janvier 1994
4. Fade Away
Sortie : avril 1994

Ricks Road est le troisième album studio du groupe de rock écossais Texas, sorti le 1er novembre 1993.

## Liste des titres
Toutes les chansons sont écrites et composées par Sharleen Spiteri et Johnny McElhone, sauf mention.
| No  | Titre                       | Auteur                                | Durée |
| --- | --------------------------- | ------------------------------------- | ----- |
| 1.  | So Called Friend            |                                       | 3:42  |
| 2.  | Fade Away                   |                                       | 3:03  |
| 3.  | Listen to Me                |                                       | 5:02  |
| 4.  | You Owe It All to Me        |                                       | 3:41  |
| 5.  | Beautiful Angel             |                                       | 3:20  |
| 6.  | So in Love with You         |                                       | 4:44  |
| 7.  | You've Got to Live a Little | - McElhone - Spiteri - Paul Fox       | 3:12  |
| 8.  | I Want to Go to Heaven      |                                       | 3:23  |
| 9.  | Hear Me Now                 | - McElhone - Spiteri - Ally McErlaine | 4:11  |
| 10. | Fearing These Days          |                                       | 4:18  |
| 11. | I've Been Missing You       |                                       | 3:13  |
| 12. | Winters End                 | - McElhone - Spiteri - Eddie Campbell | 4:18  |

- Sur les pressages américains et canadiens, le titre I've Been Missing You est remplacé par Tired of Being Alone, une reprise d'Al Green.

## Musiciens
- Sharleen Spiteri : guitare, chant, chœurs
- Ally McErlaine : guitare
- Johnny McElhone : basse
- Eddie Campbell : claviers
- Richard Hynd : batterie, percussions

Musiciens additionnels
- Jean Mc Clain, Sister Rose Stone : chœurs
- Jimmy Z : harmonica
- Armen Ksadjikian, James V. Ross, Margaret Wooten, Richard Greene : cordes sur Listen to Me
- Chris Reutinger, Cynthia Morrow, Haim Shtrum, Ken Yerke, Maurice Dicterow, Melissa Hasin, Nancy Stein Ross, Rachel Robinson, Ray Tischer II, Richard Greene, Steve Sharf : cordes sur So in Love with You

## Classements hebdomadaires
| Classement (1993)             | Meilleure place |
| ----------------------------- | --------------- |
| France (SNEP)                 | 4               |
| Pays-Bas (Mega Album Top 100) | 84              |
| Royaume-Uni (UK Albums Chart) | 18              |
| Suède (Sverigetopplistan)     | 50              |
| Suisse (Schweizer Hitparade)  | 14              |

## Certifications
| Pays              | Certification | Unités certifiées |
| ----------------- | ------------- | ----------------- |
| France (SNEP)     | 2 × Or        | 200 000           |
| Royaume-Uni (BPI) | Argent        | 60 000            |